# George Hirst
George David Eric Hirst (Sheffield, 15 febbraio 1999) è un calciatore scozzese con cittadinanza inglese, attaccante dell'Ipswich Town.

## Biografia
È il figlio dell'ex calciatore David Hirst.

## Carriera

### Nazionale
Dopo avere militato nelle selezioni giovanili inglesi, nel 2025 sceglie di rappresentare la Scozia, da cui è stato convocato per la prima volta nel marzo del medesimo anno. Il 20 del mese stesso ha esordito con la selezione scozzese nel successo esterno in Nations League contro la Grecia (0-1). Il 9 giugno seguente ha realizzato il suo primo gol per la massima selezione scozzese nell'amichevole vinta 0-4 in casa del Liechtenstein.

## Statistiche

### Presenze e reti nei club
Statistiche aggiornate al 4 maggio 2024.
| Stagione            | Squadra             | Campionato          | Campionato | Campionato | Coppe nazionali | Coppe nazionali | Coppe nazionali | Coppe continentali | Coppe continentali | Coppe continentali | Altre coppe | Altre coppe | Altre coppe | Totale | Totale |
| Stagione            | Squadra             | Comp                | Pres       | Reti       | Comp            | Pres            | Reti            | Comp               | Pres               | Reti               | Comp        | Pres        | Reti        | Pres   | Reti   |
| ------------------- | ------------------- | ------------------- | ---------- | ---------- | --------------- | --------------- | --------------- | ------------------ | ------------------ | ------------------ | ----------- | ----------- | ----------- | ------ | ------ |
| 2016-2017           | Sheffield Wednesday | FLC                 | 1          | 0          | FACup+CdL       | 0+1             | 0               | -                  | -                  | -                  | -           | -           | -           | 2      | 0      |
| 2018-2019           | OH Lovanio          | D2                  | 22         | 3          | CB              | 1               | 0               | -                  | -                  | -                  | -           | -           | -           | 23     | 3      |
| 2019-2020           | Leicester City      | PL                  | 2          | 0          | FACup+CdL       | 0+0             | 0               | -                  | -                  | -                  | -           | -           | -           | 2      | 0      |
| set. 2020-2021      | Rotherham United    | FLC                 | 31         | 0          | FACup+CdL       | 1+0             | 0               | -                  | -                  | -                  | -           | -           | -           | 32     | 0      |
| 2021-2022           | Portsmouth          | FL1                 | 40         | 13         | FACup+CdL       | 0+1             | 0               | -                  | -                  | -                  | ELFT        | 5           | 2           | 46     | 15     |
| 2022-gen. 2023      | Blackburn           | FLC                 | 9          | 0          | FACup+CdL       | 0+2             | 0               | -                  | -                  | -                  | -           | -           | -           | 11     | 0      |
| gen.-giu. 2023      | Ipswich Town        | FL1                 | 21         | 6          | FACup+CdL       | 2+0             | 1+0             | -                  | -                  | -                  | ELFT        | 0           | 0           | 23     | 7      |
| 2023-2024           | Ipswich Town        | FLC                 | 26         | 7          | FACup+CdL       | 0+3             | 0               | -                  | -                  | -                  | -           | -           | -           | 29     | 7      |
| Totale Ipsiwch Town | Totale Ipsiwch Town | Totale Ipsiwch Town | 47         | 13         |                 | 5               | 1               |                    | -                  | -                  |             | 0           | 0           | 52     | 14     |
| Totale carriera     | Totale carriera     | Totale carriera     | 152        | 29         |                 | 11              | 1               |                    | -                  | -                  |             | 5           | 2           | 168    | 32     |

### Cronologia presenze e reti in nazionale
| Cronologia completa delle presenze e delle reti in nazionale ― Scozia | Cronologia completa delle presenze e delle reti in nazionale ― Scozia | Cronologia completa delle presenze e delle reti in nazionale ― Scozia | Cronologia completa delle presenze e delle reti in nazionale ― Scozia | Cronologia completa delle presenze e delle reti in nazionale ― Scozia | Cronologia completa delle presenze e delle reti in nazionale ― Scozia | Cronologia completa delle presenze e delle reti in nazionale ― Scozia | Cronologia completa delle presenze e delle reti in nazionale ― Scozia |
| Data                                                                  | Città                                                                 | In casa                                                               | Risultato                                                             | Ospiti                                                                | Competizione                                                          | Reti                                                                  | Note                                                                  |
| --------------------------------------------------------------------- | --------------------------------------------------------------------- | --------------------------------------------------------------------- | --------------------------------------------------------------------- | --------------------------------------------------------------------- | --------------------------------------------------------------------- | --------------------------------------------------------------------- | --------------------------------------------------------------------- |
| 20-3-2025                                                             | Il Pireo                                                              | Grecia                                                                | 0 – 1                                                                 | Scozia                                                                | UEFA Nations League 2024-2025 - Play-off                              | -                                                                     | 75’                                                                   |
| 23-3-2025                                                             | Glasgow                                                               | Scozia                                                                | 0 – 3                                                                 | Grecia                                                                | UEFA Nations League 2024-2025 - Play-off                              | -                                                                     | 55’ 71’                                                               |
| 6-6-2025                                                              | Glasgow                                                               | Scozia                                                                | 1 – 3                                                                 | Islanda                                                               | Amichevole                                                            | -                                                                     | 68’                                                                   |
| 9-6-2025                                                              | Vaduz                                                                 | Liechtenstein                                                         | 0 – 4                                                                 | Scozia                                                                | Amichevole                                                            | 1                                                                     | 68’                                                                   |
| Totale                                                                |                                                                       | Presenze                                                              | 4                                                                     |                                                                       | Reti                                                                  | 1                                                                     |                                                                       |